# SDガンダム オペレーションU.C.
『SDガンダム オペレーションU.C.』（エスディーガンダム オペレーションユーシー）は、2002年2月16日にバンダイより発売されたワンダースワンカラー用ゲームソフトで、「SDガンダム」を題材にしたアクションゲーム。

## 概要
物語のベースとなるのは、『機動戦士ガンダム』『Ζガンダム』『ガンダムΖΖ』の3作品で、それぞれの作品が独立してストーリーが進む。
ゲームは「地上ステージ」と「宇宙ステージ」の2種類のステージに分かれており、「地上ステージ」は画面を斜め上から見下ろした形で奥行きのあるバトルが楽しめる。「宇宙ステージ」では自由に動き回ることができ、よりスピーディーな戦闘が楽しめるようになっている。
「ドラマチック・パート・システム」により、各作品の名場面や重要なエピソードが、ゲーム上のSDキャラにより再現されている。

## ケーブル対戦
2種類の対戦モードで遊ぶことができる。
- 対戦アクションモード

プレイヤー同士が直接1対1で戦う純粋なアクション対戦モード。
- サバイバルモード

同じ設定のアクションステージで、対戦者よりも素早く画面内の敵モビルスーツを倒す等の一定条件をクリアすることで、対戦者に追加の敵モビルスーツを送り込むことができる。自機の体力が無くなるまで戦闘が続く。

## 登場作品
- 機動戦士ガンダム
- 機動戦士Ζガンダム
- 機動戦士ガンダムΖΖ
- 機動戦士ガンダム 逆襲のシャア
- SDガンダムフルカラー劇場 - アイテムとしてのゲスト出演

## 登場機体
機動戦士ガンダム
- RX-78-2 ガンダム
- RX-77 ガンキャノン
- RX-75 ガンタンク
- RGM-79 ジム
- MS-05 ザクI
- MS-06 ザクII
- MS-06S シャア専用ザクII
- MS-07 グフ
- MS-09 ドム
- MS-09R  リック・ドム
- MS-14 ゲルググ
- YMS-14 シャア専用ゲルググ
- YMS-15  ギャン
- MSM-03 ゴッグ
- MSM-04 アッガイ
- MSM-07 ズゴック
- MSM-07S シャア専用ズゴック
- MSM-10 ゾック
- MSN-02  ジオング
- MAX-03 アッザム
- MA-04X ザクレロ
- MA-05 ビグロ
- MA-08 ビグ・ザム
- MAM-07 グラブロ
- MAN-08 エルメス

機動戦士Ζガンダム
- RMS-099 リック・ディアス (赤)
- RMS-099 リック・ディアス (黒)
- RX-178 ガンダムMk-II (エゥーゴ仕様)
- RX-178 ガンダムMk-II (ティターンズ仕様)
- MSN-00100 百式
- MSZ-006 Ζガンダム
- MSA-005 メタス
- MSK-008 ディジェ
- RMS-106 ハイザック
- RMS-106 ハイザック (連邦軍仕様)
- RMS-106CS ハイザック・カスタム
- RMS-108 マラサイ
- RMS-117 ガルバルディβ
- PMX-000 メッサーラ
- RGC-80 ジム・キャノン
- RGM-79SC ジム・スナイパーカスタム
- ORX-005 ギャプラン
- NRX-044 アッシマー
- RX-110 ガブスレイ
- RX-139 ハンブラビ
- RMS-154 バーザム
- AMX-003 ガザC
- RX-160 バイアラン
- RX-160 バイアラン（未完成）
- MRX-009 サイコガンダム
- MRX-010 サイコガンダムMk-II
- NRX-055 バウンド・ドック (ロザミア機)
- NRX-055 バウンド・ドック (ゲーツ機)
- PMX-001 パラス・アテネ
- PMX-002 ボリノーク・サマーン
- PMX-003 ジ・O
- AMX-004 キュベレイ

機動戦士ガンダムΖΖ
- RX-178 ガンダムMk-II（エル搭乗）
- MSN-00100 百式 （ビーチャ搭乗）
- MSZ-006 Ζガンダム（ルー搭乗）
- MSZ-010 ΖΖガンダム
- AMX-004-2 キュベレイMk-II (プル機)
- AMX-004-3 キュベレイMk-II (プルツー機)
- AMX-004G  量産型キュベレイ
- AMX-006 ガザD
- AMX-008 ガ・ゾウム
- AMX-009 ドライセン
- AMX-011 ザクIII
- AMX-011S ザクIII改
- MS-14J リゲルグ
- AMX-014 ドーベン・ウルフ
- AMX-015 ゲーマルク
- AMX-101 ガルスJ
- AMX-102 ズサ
- AMX-103 ハンマ・ハンマ
- AMX-104 R・ジャジャ
- AMX-107 バウ
- AMX-107 バウ（量産型）
- AMX-117L ガズエル
- AMX-117R ガズエル
- MS-14J リゲルグ
- MS-09G ドワッジ
- MS-09H ドワッジ改
- MS-06D ディザート・ザク
- MS-06D ディザート・ザク（青の部隊仕様）
- MS-14A ゲルググ（青の部隊仕様）
- AMA-01X ジャムル・フィン
- MRX-010 サイコガンダムMk-II
- NZ-000 クィン・マンサ
- RMS-099B シュツルム・ディアス

機動戦士ガンダム 逆襲のシャア
- RGM-89 ジェガン
- RGZ-91 リ・ガズィ
- RX-93 νガンダム
- AMS-119 ギラ・ドーガ
- MSN-03 ヤクト・ドーガ(ギュネイ機)
- MSN-03 ヤクト・ドーガ(クェス機)
- MSN-04 サザビー
- NZ-333 α・アジール